# Andrei Alexandrowitsch Lieven

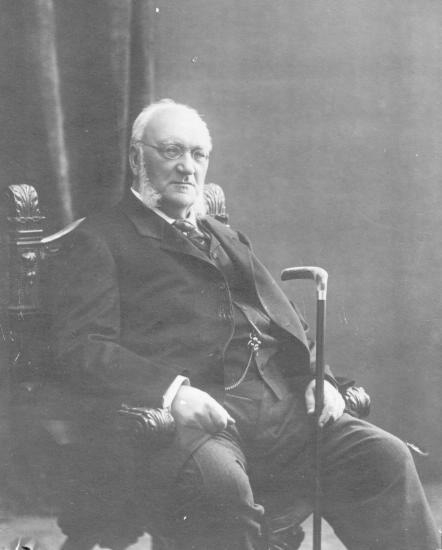
Andrei Alexandrowitsch Lieven

Andrei Alexandrowitsch Lieven (russisch Андрей Александрович Ливен; * 9. Junijul. / 21. Juni 1839greg. in Simferopol; † 2. Märzjul. / 15. März 1913greg. in St. Petersburg) war ein deutschbaltisch-russischer Minister für Staatsbesitz.

## Leben
Lieven war der älteste Sohn Fürst Alexander Karlowitsch Lievens und seiner Frau Jekaterina Nikititschna Pankratjewa und Enkel Fürst Karl von Lievens. Er besuchte das 4. Moskauer Gymnasium und studierte dann an der Universität Moskau in der naturwissenschaftlichen Abteilung der physikalisch-mathematischen Fakultät mit Abschluss 1859.
Darauf arbeitete Lieven im Amt des Innenministeriums bei der Kanzlei des Generalgouverneurs von Livland, Estland und Kurland. Er wurde Vizegouverneur des Gouvernements Kursk (1865), des Gouvernements Tschernigow (1867) und des Gouvernements Moskau (1869). 1870 wurde er Gouverneur des Gouvernements Moskau. 1871 folgte die Ernennung zum Wirklichen Staatsrat (4. Rangklasse). 1872 wurde Lieven Vertreter des Ministers für Staatsbesitz Graf Pjotr Alexandrowitsch Walujew. 1874 folgte die Ernennung zum Staatssekretär. 1879 wurde er Mitglied des Staatsrats. 1879–1881 war er Minister für Staatsbesitz.
In den 1870er Jahren erhielten viele höhere Beamte, darunter auch Lieven und Mitarbeiter des Ministeriums, fast kostenfrei große Landgüter im Gouvernement Ufa. Diese Ausplünderung des baschkirischen Staatsbesitzes führte zu einem öffentlichen Skandal, worauf Alexander III. Lieven zum Rücktritt von seinen Ämtern und zur Rückgabe seines Landgutes im Gouvernement Ufa zwang. Lieven zog sich auf sein Landgut Spasskoje im Gouvernement Moskau zurück. Dort baute er sich ein Observatorium und widmete sich astronomischen Beobachtungen. Infolge unvorsichtiger Sonnenbeobachtung erblindete das rechte Auge.
Im Januar 1910 wurde Lieven in den Staatsrat zurückberufen. Ab 1912 arbeitete er in der Hauptverwaltung der Kanzlei für die Wohltätigkeitseinrichtungen der Kaiserin Maria. 1913 wurde er Wirklicher Geheimer Rat (2. Rangklasse).
Lieven war in erster Ehe verheiratet mit Natalja Stepanowa Strekalowa (1839–1866), Tochter der Moskauer Wohltäterin Alexandra Nikolajewna Strekalowa und Enkelin des Senators Stepan Stepanowitsch Strekalow, mit der er zwei Kinder bekam. Nach ihrem Tod heiratete er 1867 in zweiter Ehe Warwara Sergejewna Muchanowa (1838–1897), Tochter Fürst Sergei Pawlowitsch Golizyns und Mutter des Politikers Alexei Alexejewitsch Muchanow.
Lieven wurde in der Familiengruft der Golizyns auf deren Landsitz Troizkoje Kainardschi bei Balaschicha beigesetzt.

## Ehrungen
- Alexander-Newski-Orden
- Sankt-Stanislaus-Orden I. Klasse (1872)